# 奥斯廷 (佛罗里达州)
奥斯廷（英語：Osteen）是位於美國佛羅里達州福祿喜雅縣的一個非建制地區。該地的面積和人口皆未知。

## 地理
奥斯廷的座標為29°48′26″N 80°57′36″W / 29.80722°N 80.96000°W，而該地的平均海拔高度為14米（即46英尺）。